# تووچتس
تووچتس (به لاتین: Tłuściec) یک منطقهٔ مسکونی در لهستان است که در Gmina Międzyrzec Podlaski واقع شده‌است.

## خصوصیات
تووچتس ۴۸۰ نفر جمعیت دارد.